# لويد دوفي
لويد دوفي هو فارس كندي، ولد في 8 ديسمبر 1944 في تشارلوت تاون في كندا.